# Le Dernier Gangster
Ne doit pas être confondu avec Le Dernier Gang.
Pour plus de détails, voir Fiche technique et Distribution.
Le Dernier Gangster (The Last Gangster) est un film américain réalisé par Edward Ludwig sorti en 1937.

## Fiche technique
- Titre : Le Dernier Gangster
- Titre original : The Last Gangster
- Réalisation : Edward Ludwig
- Scénario : John Lee Mahin, d'après une histoire de William A. Wellman et Robert Carson (en)
- Chef opérateur : William H. Daniels
- Musique : Edward Ward
- Costumes : Adrian
- Direction artistique : Cedric Gibbons
- Montage : Ben Lewis
- Production : Lou L. Ostrow
- Société de production et de distribution : Metro-Goldwyn-Mayer
- Pays de production :  États-Unis
- Format : Noir et blanc - 35 mm - 1,37:1 - Son : Mono (Western Electric Sound System)
- Genre : Drame, thriller et film de gangsters
- Langue : anglais
- Durée : 81 minutes
- Dates de sortie : 
  - États-Unis : 12 novembre 1937
  - France : 25 juin 1938
- Affiche : Roger Soubie (France)

## Distribution
- Edward G. Robinson : Joe Krozac
- James Stewart : Paul North
- Rose Stradner : Talya Krozac
- Lionel Stander : Curly
- Douglas Scott : le  garçon
- John Carradine : Caspar
- Sidney Blackmer : l'éditeur
- Grant Mitchell : Warden
- Edward Brophy : Fats Garvey
- Alan Baxter : Acey Kile
- Frank Conroy : Sid Gorman
- Louise Beavers : Gloria

Acteurs non crédités
- Frederick Burton : l'éditeur de Boston
- Charles Coleman : le valet de Krozac
- Jules Cowles : un prisonnier d'Alcatraz
- Horace McMahon : Limpy
- Edward Pawley : Brockett